# Neospintharus
Neospintharus là một chi nhện trong họ Theridiidae.

## Các loài
Tính đến  tháng 9 năm 2019, nó chứa mười ba loài, được tìm thấy ở Caribê, Nam Mỹ, Trung Mỹ, Châu Á, Mexico, Thổ Nhĩ Kỳ, Hoa Kỳ và Canada:
- Neospintharus baboquivari (Exline & Levi, 1962) – USA, Mexico
- Neospintharus baekamensis Seo, 2010 – Hàn Quốc
- Neospintharus bicornis (O. Pickard-Cambridge, 1880) – Brazil
- Neospintharus concisus (Exline & Levi, 1962) – Mexico
- Neospintharus fur (Bösenberg & Strand, 1906) – China, Hàn Quốc, Nhật Bản
- Neospintharus furcatus (O. Pickard-Cambridge, 1894) – từ USA đến El Salvador, Caribê
- Neospintharus nipponicus (Kumada, 1990) – Trung Quốc, Hàn Quốc, Nhật Bản
- Neospintharus obscurus (Keyserling, 1884) – Peru
- Neospintharus parvus Exline, 1950 (type) – từ Panama đến Ecuador
- Neospintharus rioensis (Exline & Levi, 1962) – Brazil, Argentina
- Neospintharus syriacus (O. Pickard-Cambridge, 1872) – Thổ Nhĩ Kỳ, Lebanon, Israel
- Neospintharus triangularis (Taczanowski, 1873) – Panama, Guyane thuộc Pháp
- Neospintharus trigonum (Hentz, 1850) – USA, Canada

Danh pháp đồng nghĩa:
- N. bifissus (F. O. Pickard-Cambridge, 1902) = Neospintharus furcatus (O. Pickard-Cambridge, 1894)
- N. frontatus (Banks, 1908) = Neospintharus furcatus (O. Pickard-Cambridge, 1894)
- N. gansuensis (Zhu, 1998) = Neospintharus fur (Bösenberg & Strand, 1906)
- N. montanus (Keyserling, 1884) = Neospintharus obscurus (Keyserling, 1884)